# الكويت في بطولة العالم للألعاب المائية 2023
شاركت الكويت في بطولة العالم للألعاب المائية 2023 التي أُقيمت في فوكوكا، اليابان خلال الفترة من 14 إلى 30 يوليو 2023.

## الغطس
شاركت الكويت برياضي واحد في منافسات الغطس.
الرجال
| الرياضي         | المنافسة     | التصفيات | التصفيات | نصف النهائي | نصف النهائي | النهائي  | النهائي  |
| الرياضي         | المنافسة     | النقاط   | الترتيب  | النقاط      | الترتيب     | النقاط   | الترتيب  |
| --------------- | ------------ | -------- | -------- | ----------- | ----------- | -------- | -------- |
| عبد الرحمن عباس | منصة 1 متر   | 201.80   | 63       | —           | —           | لم يتأهل | لم يتأهل |
| عبد الرحمن عباس | منصة 3 أمتار | 215.55   | 67       | لم يتأهل    | لم يتأهل    | لم يتأهل | لم يتأهل |

## السباحة
شاركت الكويت بستة سباحين في البطولة.
الرجال
| الرياضي         | المنافسة      | التصفيات | التصفيات | نصف النهائي | نصف النهائي | النهائي  | النهائي  |
| الرياضي         | المنافسة      | الزمن    | الترتيب  | الزمن       | الترتيب     | الزمن    | الترتيب  |
| --------------- | ------------- | -------- | -------- | ----------- | ----------- | -------- | -------- |
| وليد عبد الرزاق | 100 متر حرة   | 51.15    | 58       | لم يتأهل    | لم يتأهل    | لم يتأهل | لم يتأهل |
| وليد عبد الرزاق | 50 متر فراشة  | 24.30    | 50       | لم يتأهل    | لم يتأهل    | لم يتأهل | لم يتأهل |
| سعود الشمروخ    | 200 متر حرة   | 1:54.77  | 50       | لم يتأهل    | لم يتأهل    | لم يتأهل | لم يتأهل |
| سعود الشمروخ    | 400 متر حرة   | 4:04.95  | 39       | —           | —           | لم يتأهل | لم يتأهل |
| علي حيدر        | 100 متر فراشة | 59.94    | 65       | لم يتأهل    | لم يتأهل    | لم يتأهل | لم يتأهل |
| علي حيدر        | 200 متر فراشة | 2:13.97  | 37       | لم يتأهل    | لم يتأهل    | لم يتأهل | لم يتأهل |
| محمد زبيد       | 50 متر ظهر    | 27.64    | 53       | لم يتأهل    | لم يتأهل    | لم يتأهل | لم يتأهل |
| محمد زبيد       | 100 متر ظهر   | 59.56    | 55       | لم يتأهل    | لم يتأهل    | لم يتأهل | لم يتأهل |

النساء
| الرياضية  | المنافسة    | التصفيات | التصفيات | نصف النهائي | نصف النهائي | النهائي  | النهائي  |
| الرياضية  | المنافسة    | الزمن    | الترتيب  | الزمن       | الترتيب     | الزمن    | الترتيب  |
| --------- | ----------- | -------- | -------- | ----------- | ----------- | -------- | -------- |
| لارا دشتي | 50 متر صدر  | 35.44    | 41       | لم تتأهل    | لم تتأهل    | لم تتأهل | لم تتأهل |
| لارا دشتي | 100 متر صدر | 1:19.29  | 55       | لم تتأهل    | لم تتأهل    | لم تتأهل | لم تتأهل |
| صبا سلطان | 50 متر حرة  | 30.59    | 85       | لم تتأهل    | لم تتأهل    | لم تتأهل | لم تتأهل |
| صبا سلطان | 100 متر حرة | 1:05.49  | 67       | لم تتأهل    | لم تتأهل    | لم تتأهل | لم تتأهل |